# La Petite Fille de la terre noire
Pour plus de détails, voir Fiche technique et Distribution.
La Petite Fille de la terre noire est un film franco-coréen réalisé par Jeon Soo-il en 2007.

## Synopsis
Young-lim, vit dans un village minier de la province de Kangwŏn avec son père et son grand frère, avec lequel elle regarde des dessins animés. À cause de sa mauvaise santé, son père doit abandonner son emploi et la petite fille de neuf ans doit prendre soin de sa famille.

## Fiche technique
- Titre : La Petite Fille de la terre noire
- Titre original : 검은 땅의 소녀와 (Geomen tangyi sonyeo oi)
- Réalisation : Jeon Soo-il
- Producteur : Abderrahmane Sissako, Franck-Nicolas Chelle, Jo In-Sook
- Scénario : Lee Isaac Chung, Jeon Soo-il, Samuel Gray Anderson, Jung Soon-Young
- Durée : 89 minutes
- Pays de production : Corée du Sud, France
- Dates de sortie : 
  - Japon : 8 mars 2008
  - France : 11 février 2009

## Distribution
- Yu Yun-Mi
- Jo Yung-Jin
- Park Hyung-Woo